# Mateus Ward
Mateus Cole Ward (* 18. Januar 1999 in Burbank, Kalifornien) ist ein US-amerikanischer Schauspieler.

## Karriere
Mateus‘ Fernsehdebüt kam 2010, als er in der Rolle des Lyle DeLilly in einer Folge von Criminal Minds mitwirkte. Ward erregte die Aufmerksamkeit von Regisseur Larry Charles und er wurde als Seriendarsteller in der Rolle des Sohn von Ana Ortiz im 20th-Century-Fox-Sitcom-Pilotfilm Outnumbered mit Cheech Marin gecastet.
2011 wurde Ward gebeten, in der Sportkomödienserie Sports Show mit Norm Macdonald auf Comedy Central eine Gastrolle zu übernehmen, wofür er 2011 für einen Young Artist Award nominiert wurde und einen OMNI Youth Music and Actor Award als Outstanding Actor im Alter von 12 bis 18 Jahren erhielt. Ward übernahm die Rolle des Carl in der Fernsehserie Parenthood.
Im April 2012 bekam Mateus eine wiederkehrende Gastrolle als Marcus Davenport in der Disney-XD-Teenager-Sitcom S3 – Stark, schnell, schlau (Lab Rats). Dann erhielt er die Rolle des jungen Franky in seinem ersten Spielfilm Lonely Boy, in dem er einen Teenager mit Schizophrenie darstellte. Im September 2012 wurde er für das zweiteilige Serienfinale der Fernsehserie Weeds – Kleine Deals unter Nachbarn gecastet, das auf Showtime ausgestrahlt wurde. Ward gewann 2012 einen Young Artist Award für seine Darstellung von Stevie Botwin.
Im Jahr 2013 trat Ward in der Fernsehserie Navy CIS auf CBS auf. In der elften Folge der Staffel 10 mit dem Titel Die Wahrheit hat viele Gesichter (Shabbot Shalom) spielte Ward die Rolle Austins, eines jungen Teenagers, der eine Leiche entdeckt. Mateus war auch in der von Warner Bros. Television für CBS produzierten Jerry-Bruckheimer-Fernsehserie Hostages, als Jake Sanders, der Sohn von Dr. Ellen Sanders (Toni Collette) und Brian Sanders (Tate Donovan) zu sehen. Im Jahr 2015 spielte Ward regelmäßig als Dustin Maker in der TNT-Fernsehserie Murder in the First mit.
2016 wurde Ward für die Hauptrolle von Clyde Thompson im Kinofilm The Meanest Man in Texas engagiert, der eine Adaption des gleichnamigen Buches von Don Umphrey war.
Ward war 2018 Produzent, Regisseur und Drehbuchautor des Spielfilms Relish, in dem er Levi spielt.

## Filmografie
- 2010: Criminal Minds (Fernsehserie)
- 2011: Sports Show with Norm MacDonald (Fernsehserie)
- 2011: Parenthood (Fernsehserie)
- 2012: Weeds – Kleine Deals unter Nachbarn (Weeds Fernsehserie)
- 2012–2015: S3 – Stark, schnell, schlau (Lab Rats, Fernsehserie)
- 2013: Navy CIS (NCIS, Fernsehserie)
- 2013: Lonely Boy
- 2013–2014: Hostages (Fernsehserie)
- 2015: Murder in the First (Fernsehserie)
- 2018: Relish